# بلو فور السودان
#BlueforSudan (الازرق للسودان) هي حركة او هاشتاق كان على وسائل التواصل الاجتماعي بدأت في السودان في يونيو 2019 بعد وفاة محمد مطر، الذي قُتل بالرصاص خلال مجزرة القيادة العامة التي كانت جزء من حملة قمع حكومية ضد المتظاهرين السلميين خلال الثورة السودانية. تهدف الحركة إلى زيادة الوعي بالوضع في السودان وإظهار التضامن مع المحتجين من خلال تحويل منصات التواصل الاجتماعي إلى اللون الأزرق باستخدام الهاشتاغ.

## الخلفية والسياق

### الثورة السودانية
في ديسمبر 2018، اندلعت احتجاجات في السودان، فجرتها الأزمة اقتصادية متفاقمة. وبدأت التظاهرات في مدينه عطبرة الواقعة في الجزء الشمالي الشرقي من البلاد، وسرعان ما انتشرت في جميع أنحاء البلاد. كان الشعب السوداني يعاني من التضخم وارتفاع أسعار السلع الأساسية ونقص السيولة. ألقى كثير من الناس باللوم على الحكومة في الأزمة الاقتصادية، التي اعتقدوا أنها ناجمة عن الفساد وسوء الإدارة الاقتصادية.
لم تكن الاحتجاجات تتعلق بالاقتصاد فقط. كان الرئيس السوداني عمر البشير في السلطة منذ عام 1989 بعد انقلاب عسكري، وكان نظامه معروفًا بتكتيكاته القمعية ضد المعارضة ومجموعات المجتمع المدني. اتُهمت حكومة البشير بارتكاب انتهاكات لحقوق الإنسان، بما في ذلك استخدام التعذيب والقتل خارج نطاق القضاء والقيود على حرية التعبير والصحافة. لذلك، كانت الاحتجاجات تهدف أيضًا إلى إسقاط النظام الاستبدادي.
كان رد الحكومة على الاحتجاجات وحشيًا. استخدمت قوات الأمن الغاز المسيل للدموع والذخيرة الحية وأشكال أخرى من العنف لتفريق المتظاهرين. كما فرضت الحكومة حظر تجول وأغلقت الإنترنت لقمع انتشار المعلومات حول الاحتجاجات. ومع ذلك، استمرت الاحتجاجات وتزايدت، مع انضمام المزيد والمزيد من الناس.
أشعلت الاحتجاجات أزمة سياسية في السودان، حيث تصاعدت الدعوات للإطاحة بالبشير. في أبريل 2019، بعد أشهر من الاحتجاجات، أطاح الجيش بالبشير وسيطر على الحكومة. ومع ذلك، لم يلق استيلاء الجيش على السلطة موضع ترحيب من قبل العديد من السودانيين، الذين استمروا في المطالبة بالحكم المدني. أدى ذلك إلى مواجهة بين الجيش والمتظاهرين، مع إجراء مفاوضات لتحديد المستقبل السياسي للبلاد.

### 2019 مجزرة الخرطوم

جنود سودانيون يقفون لحراسة مدرعات عسكرية فيما يواصل المتظاهرون احتجاجهم على النظام قرب مقر الجيش بالعاصمة السودانية الخرطوم في أبريل 2019

لعب الاعتصام الجماهيري في المقر العسكري بالخرطوم دورًا مهمًا في الثورة السودانية. وكان موقع الاعتصام بالخرطوم، الذي بدأ في 6 أبريل، بالقرب من مقرات الجيش والبحرية والقوات الجوية، وأصبح رمزا للحركة المؤيدة للديمقراطية في السودان. كان مكانًا يمكن أن يتجمع فيه المتظاهرون للمطالبة بالتغيير السياسي والدعوة إلى الإطاحة بالرئيس السوداني عمر البشير، الذي كان في السلطة منذ الانقلاب العسكري في عام 1989.
كان موقع الاعتصام سلميًا وأصبح مركزًا للنشاط، حيث أقام المتظاهرون مسرحًا للخطب والموسيقى، وخيامًا ينام الناس فيها. كان مكانًا اجتمع فيه السودانيون من مختلف المناطق والقبائل والأديان للتعبير عن إحباطهم من فساد الحكومة والظروف الاقتصادية السيئة. خلال تلك الفترة، أصبحت آلاء صلاح، الطالبة السودانية للهندسة والعمارة بالخرطوم، البالغة من العمر 22 عامًا، رمزًا للحركة الاحتجاجية في السودان عندما انتشرت صورة من هتافاتها القيادية أثناء الاعتصام في أبريل / نيسان 2019.
قبل مذبحة 3 يونيو، حاولت الحكومة قمع الاحتجاجات بإجراءات مختلفة. وشمل ذلك إعلان حالة الطوارئ، وإغلاق الإنترنت، واستخدام مزيج من القوة والتفاوض لمحاولة إقناع المتظاهرين بالتفرق. ومع ذلك، استمر المتظاهرون، واستمر الاعتصام في المقر العسكري في الخرطوم في النمو من حيث الحجم والأهمية، ليصبح في النهاية قلب الحركة المؤيدة للديمقراطية في السودان.
ردت الحكومة السودانية على الاحتجاجات بمزيد من العنف والقمع. استخدمت الحكومة الغاز المسيل للدموع والذخيرة الحية والضرب لتفريق المتظاهرين. كما داهمت قوات الدعم السريع موقع الاعتصام في 3 حزيران / يونيو 2019، ما أسفر عن مقتل 112 وإصابة أكثر من 700 متظاهر، وتدمير أجواء الاعتصام السلمية.

## الظهور والتأثير
بدأت حركة #BlueforSudan في يونيو 2019 كحملة على وسائل التواصل الاجتماعي ردًا على هذه المجزره القمعية ولزيادة الوعي بالوضع في السودان. تم اختيار اللون الأزرق لأنه كان اللون المفضل لمحمد مطر ، الذي قُتل أثناء قمع الحكومة للمتظاهرين السلميين. كان واحد من 112 شخصًا قُتلوا في حملة قمع ضد المتظاهرين في الخرطوم في 3 يونيو ٢٠١٩.
كان محمد مطر ناشطًا سودانيًا يبلغ من العمر 26 عامًا وكان يدرس الهندسة في كلية لندن برونيل الدولية (LBIC) وعاد إلى السودان للمشاركة في الاحتجاج. وأوضحت والدة محمد مطر أن اختيار مطر للون الأزرق لونه المفضل لم يكن عشوائياً، بل كان بسبب ولعه بالنظر إلى السماء منذ أن كان طفلاً صغيراً. لقد قرب وفاته بين السودانيين في المهجر تضامناً مع بلدهم، فضلاً عن كثيرين آخرين في جميع أنحاء القارة. إرث مطر يشمل جمعيات خيرية أقيمت باسمه وشارع سمي باسمه في الخرطوم. أوضح الناشط السوداني الأمريكي ريماز محجوب: "هذه محاولة لرفع مستوى الوعي لأننا، الشتات السوداني، الصوت الوحيد المتبقي". امتلأت مراسم تأبينه في كلية لندن برونيل الدولية (LBIC) بالإشادة والقصائد والموسيقى والرسائل المفتوحة والصلاة، وسلطت الضوء على كيف أن وفاة مطر قد جمعت الناس معًا في تضامن وأثارت مزيدًا من الاحتجاجات في جميع أنحاء السودان.
ألهمت حركة #BlueforSudan الناس في جميع أنحاء العالم لإنتاج الفن، الشعر، والموسيقى لزيادة الوعي وإظهار تضامنهم مع القضية. مع مشاركة المزيد والمزيد من الأشخاص لهذا المحتوى على وسائل التواصل الاجتماعي، اكتسبت الحركة زخمًا، مما أدى إلى مجموعة واسعة من التعبيرات الإبداعية المتعلقة بالثورة.
سرعان ما اكتسبت الحركة زخمًا، حيث قام مستخدمو وسائل التواصل الاجتماعي بتغيير صور ملفاتهم الشخصية إلى اللون الأزرق كرمز للتضامن مع المحتجين في السودان، واستخدام هاشتاغ #BlueforSudan. استخدم المشاهير والمؤثرون على وسائل التواصل الاجتماعي منصاتهم لزيادة الوعي بالعنف في السودان، وتوفير المعلومات حول الفظائع التي حدثت وربطهم بالمنظمات ذات الصلة وحملات جمع التبرعات. ريهانا،  أريانا غراندي، جون بوييغا، دوا ليبا، أوينج أدي-تشول، ونعومي كامبل هم بعض الأفراد البارزين الذين لعبوا دورًا فعالًا في لفت الانتباه إلى الأزمة
ومع ذلك، وفقًا لتقارير بي بي سي وسي إن إن، استغلت بعض الحسابات المزيفة حركة #BlueForSudan من خلال تقديم ادعاءات كاذبة حول إرسال مساعدات إلى السودان مقابل نقرات. تم بالفعل تعليق بعض هذه الحسابات، لكنها استمرت في الظهور على Instagram.
أسفرت مذبحة الخرطوم عن إدانة وطنية ودولية واسعة النطاق بسبب #BlueforSudan ودعوات للعدالة من المجتمع الدولي. نفت الحكومة السودانية في البداية مسؤوليتها عن المجزرة، لكنها اعترفت لاحقًا بأن المجلس العسكري الانتقالي، بقيادة قوات الدعم السريع، هو المسؤول. كما أعلنت الحكومة أنها اعتقلت عدة أفراد من قوات الأمن على صلة بعمليات القتل. ومع ذلك، كانت هناك مخاوف بشأن نزاهة وشفافية تحقيق الحكومة في الحادث.
بعد المجزرة، استمرت الاحتجاجات في جميع أنحاء السودان، حيث طالب المتظاهرون بالعدالة ونقل السلطة إلى حكومة مدنية. أدت المفاوضات بين المجلس العسكري الانتقالي وممثلين مدنيين في نهاية المطاف إلى توقيع اتفاقية لتقاسم السلطة في أغسطس 2019، والتي أسست مجلس سيادة مدني - عسكري مشترك وحكومة بقيادة مدنية. كما دعا الاتفاق إلى إجراء تحقيق مستقل في مذبحة الخرطوم وغيرها من انتهاكات حقوق الإنسان التي ارتكبت خلال الاحتجاجات.